# Beppe Navello
Giuseppe Guido Navello detto Beppe (Acqui Terme, 1948) è un regista e direttore artistico italiano.

## Biografia
Dopo gli studi all'Università degli Studi di Torino, laurea in Lettere moderne, e alla Sorbona di Parigi, le prime esperienze sono con la compagnia di teatro alternativo Teatro Proposta di Torino, con la quale porta in scena L'eccezione e la regola di Bertolt Brecht nel 1974-1975. La maturazione professionale avviene negli anni tra il 1977 e il 1981 come assistente alla regia di Mario Missiroli per il Teatro Stabile di Torino.
Dopo le collaborazioni con Missiroli le sue prime regie sono su testi contemporanei: per il Teatro Stabile dell'Aquila, nel 1983, dirige Questa sera da Tosti di Alberto Gozzi e per il Teatro Stabile di Torino, nello stesso anno, La casa dell'ingegnere di Siro Ferrone, tratto da La cognizione del dolore di Carlo Emilio Gadda.
In quegli anni comincia anche la collaborazione con i programmi culturali di Radio 3 dal Centro di produzione Rai di Torino. Si sviluppa inoltre una sinergia con l'Università degli Studi di Torino, con la cattedra di Storia del Teatro della Facoltà di Scienze della formazione, creando un sodalizio importante che si afferma durante gli anni in seminari, stage e laboratori di approfondimento sul teatro borghese, in particolare di Pirandello e Ibsen.
Nel 1985 Navello dirige, per il Teatro Stabile dell'Aquila, Spettri di Ibsen. Ancora nel 1985 viene chiamato a insegnare alla Scuola del Piccolo Teatro di Milano.
Nel 1986 la prima nomina a direttore del Teatro Stabile dell'Aquila, per il quale porta in scena Sogno di Oblomov di Siro Ferrone, tratto da Oblomov di Gončarov. Quindi la proposta di un teatro nelle forme della telenovela: I tre moschettieri di Dumas padre a puntate per tutta la stagione 1986/87. Tale scelta di tipo artistico era dovuta anche alla necessità di portare in scena spettacoli per almeno 150 repliche per stagione, come richiesto dalle circolari ministeriali dell'epoca.
Nel 1987, terminate le repliche de I tre moschettieri, si dimette dal Teatro Stabile dell'Aquila, e firma alcune regie per il teatro privato: Scene di matrimonio (i due atti unici La verità e Terzetto spezzato di Italo Svevo) con Ugo Pagliai e Paola Gassman nel 1988; nell'estate 1989 dirige un testo scritto da Renato Nicolini e ispirato alla tetralogia politica di Vittorio Alfieri, Tre veleni rimesta, avrai l'Antidoto; nell'autunno 1989 un altro testo contemporaneo Sotto lo stesso tetto, della scrittrice russa Ljudmila Razumovskaja, con Pina Cei; nel 1990 Vaudeville, assemblaggio di testi umoristici francesi, con Leo Gullotta.
Tra il 1990 e il 1993 viene chiamato alla direzione del Teatro di Sardegna, con sede a Cagliari, dove si è occupato della progettazione e della distribuzione teatrale per i cartelloni delle principali città dell'isola e dove ha anche firmato le regie de Il giuoco delle parti di Luigi Pirandello con Paolo Bonacelli e Carmen Scarpitta, de Il vampiro di Angelo Brofferio con Giustino Durano, e di Casa di bambola di Henrik Ibsen con Maddalena Crippa e Roberto Alpi.
Tra il 1994 e il 1997 torna alla direzione del Teatro Stabile Abruzzese (ex Teatro Stabile dell'Aquila) con gli spettacoli La donna del mare di Ibsen, con Lina Sastri; Il misantropo di Molière con Roberto Alpi e Laura Saraceni; Il caso Papaleo di Ennio Flaiano con Antonino Iuorio.
Nel 1997 in Francia, prima al festival di Aix-en-Othe, poi al Théâtre de la Villette di Parigi, quindi a Épinay-sur-Seine ha messo in scena Le cercle de craie caucasien di Bertolt Brecht, in collaborazione con Nadine Varoutsikos e Jean-François Maurier e un cast artistico francese e italiano.
Nel 1999 partecipa, con Giorgio Albertazzi, alle manifestazioni per i 250 anni dalla nascita di Vittorio Alfieri, mentre per il Crut-Centro regionale universitario per il teatro allestisce Il costruttore Solness di Henrik Ibsen, con Giuseppe e Micol Pambieri; in co-produzione con la compagnia Maura Catalan La signorina Julie di August Strindberg e Carnet d'appuntamenti  di Jean-Claude Carrière con Romina Mondello e Lino Capolicchio.
Dal 2001 al 2007 organizza e dirige il Festival Internazionale "Teatro Europeo" con lo scopo di presentare a Torino e provincia spettacoli teatrali francesi.
Nel 2003, nell'ambito della rassegna "Les Italiens", presenta in anteprima a Parigi lo spettacolo Sibilla d'amore di Osvaldo Guerrieri, con Anna Galiena che interpreta la scrittrice Sibilla Aleramo. 
Nel 2006, nell'ambito delle "Olimpiadi della cultura", manifestazione collaterale alle Olimpiadi invernali di Torino, porta in scena Le confessioni di Jean-Jacques Rousseau, con Anna Galliena.
Dal marzo 2007 è direttore della Fondazione Teatro Piemonte Europa, nata dalla fusione tra l'Associazione Teatro Europeo e la Cooperativa M.a.s. Juvarra. Le prime stagioni teatrali sono andate in scena alla Cavallerizza Reale di Torino, dal 2009 definitivamente al Teatro Astra di Torino. Nell'autunno 2007 organizza e dirige la prima edizione di "Teatro a Corte", il teatro europeo nelle dimore sabaude, manifestazione riconosciuta dal Ministero per i beni e le attività culturali.
Nel 2007 scrive e dirige lo spettacolo Cinéma!, ovvero sceneggiatura per film muto in palcoscenico, ripreso nel 2014 in un nuovo allestimento italo-polacco con il Teatr Śląski di Katowice. L'8 marzo 2009 debutta al Teatro Giacosa di Ivrea con Donne informate sui fatti di Carlo Fruttero con Romina Mondello, Daniela Poggi e Patrizia Zappa Mulas.
Nel 2013, nella Sala Prove del Teatro Astra di Torino, mette in scena Il divorzio di Vittorio Alfieri, primo spettacolo di una trilogia civile che comprenderà nel 2015 Il Trionfo del Dio Denaro di Marivaux e nel 2017 Una delle ultime sere di carnovale di Carlo Goldoni. Nel 2016 cura la ripresa del progetto di teatro a puntate I tre moschettieri, di cui dirige la prima delle otto puntate.
Nel 2017, al termine del terzo mandato, rinuncia alla direzione della Fondazione Teatro Piemonte Europa.

### Vita privata
È padre dell'attrice Maria Alberta Navello.

## Teatro
- L'eccezione e la regola di Bertolt Brecht, Teatro Proposta (1974)
- Due mesi con i nazisti di Renato Forte, Teatro Proposta (1975)
- Affabulazione di Pier Paolo Pasolini, Teatro Proposta (1976)
- Questa sera da Tosti di Alberto Gozzi, Teatro Stabile dell'Aquila (1983)
- La casa dell'ingegnere di Siro Ferrone, Asti Teatro (1983)
- Fanciulli, adolescenti e affini, Teatro Stabile dell'Aquila (1984)
- Spettri di Henrik Ibsen, Teatro Stabile dell'Aquila (1985)
- Risveglio di primavera di Frank Wedekind, Piccolo Teatro di Milano (1985)
- Edipo Re di Renzo Rosso, Benevento Città Spettacolo (1985)
- Sogno di Oblomov di Siro Ferrone, Teatro Stabile dell'Aquila (1986)
- La Pamela, di Carlo Goldoni, Teatro Stabile di Torino (1986)
- I tre moschettieri, da Alexandre Dumas (padre), 6 puntate di 14, Teatro Stabile dell'Aquila (1986-1987)
- Scene di matrimonio, da Italo Svevo, Taormina Arte (1988)
- Tre veleni rimesta, avrai l'Antidoto, di Renato Nicolini, RomaEuropa Festival (1989)
- Sotto lo stesso tetto, di Ljudmila Razumovskaja, Spazio Uno di Roma (1989)
- Vaudeville, di Beppe Navello, Teatro Parioli di Roma (1990)
- Mal di teatro, da Cechov, Corneille, Valentin (1991)
- Il giuoco delle parti, di Luigi Pirandello, Teatro di Sardegna (1991)
- Il vampiro di Angelo Brofferio, Teatro di Sardegna (1992)
- Casa di bambola di Henrik Ibsen, Teatro di Sardegna (1993)
- La donna del mare di Henrik Ibsen, Teatro Stabile Abruzzese (1994)
- Il misantropo di Molière, Teatro Stabile Abruzzese (1996)
- La scuola del teatro pubblico di Renato Nicolini, Teatro Stabile Abruzzese (1996)
- Il caso Papaleo di Ennio Flaiano, Teatro Stabile Abruzzese (1997)
- Le cercle de craie caucasien di Bertolt Brecht, Parigi (1997)
- La Vita e altre parole alfieriane, con Giorgio Albertazzi, Asti (1999)
- Nel cortile, un giardino di rose. Piccolo viaggio nel teatro (e non solo) di José Saramago, Torino (1999)
- Il costruttore Solness di Henrik Ibsen, Teatro Stabile di Torino (1999)
- Mangiare il mondo di Maria Rosa Menzio, Torino (2000)
- Nostre ombre quotidiane di Lars Norén, Torino (2000)
- La signorina Julie di August Strindberg, Teatro Comunale di Alessandria (2000)
- Carnet d'appuntamenti di Jean-Claude Carrière, Teatro Comunale di Alessandria (2001)
- Le Borsaline, una storia alessandrina di Beppe Navello, Teatro Comunale di Alessandria (2002)
- La Roma di Flaiano, tributo a Ennio Flaiano, Teatro di Roma (2002)
- Spoon River da Edgar Lee Masters, Teatro Filodrammatici di Milano (2003)
- Fibonacci (la ricerca) di Maria Rosa Menzio, Teatro Gobetti di Torino (2003)
- Sibilla d'amore (Sibille d'amour) di Osvaldo Guerrieri, Parigi (2003)
- Le confessioni di Jean-Jacques Rousseau, Fondazione circuito teatrale del Piemonte (2006)
- Cinéma - Sceneggiatura per un film muto in palcoscenico di Beppe Navello, Fondazione TPE (2007)
- Donne informate sui fatti di Carlo Fruttero, Fondazione TPE (2009)
- Dette d'amour di Eugène Durif, Fondazione TPE (2010)
- Il divorzio di Vittorio Alfieri, Fondazione TPE (2013)
- Il Trionfo del Dio Denaro di Marivaux, Fondazione TPE (2015)
- I tre moschettieri, adattamento di Aldo Trionfo, prima puntata, Fondazione TPE (2016)
- Una delle ultime sere di carnovale di Carlo Goldoni, Fondazione TPE (2017)

## Regie liriche
- L'occasione fa il ladro di Gioachino Rossini, Teatro Civico di Tortona, 23 marzo 2001.
- La cambiale di matrimonio, di Gioachino Rossini, Accademia di Belle Arti di Brera, 3 novembre 2010.

## Televisione
- Ohimé! La gloria! Itinerario tra versi, simulacri e memorie patrie, TV3, 8 dicembre 1981.[42]

## Radio
- L'isola della ragione, di Marivaux, 30 maggio 1978.
- Voglia d'Apocalisse. Viaggio attraverso i miti vecchi e nuovi della fine del mondo, 1979
- Indagine importuna su un'autobiografia ovvero «La vita di Vittorio Alfieri», di Beppe Navello, 23 ottobre 1979.
- La bella addormentata nel letto, di Luigi Malerba, 10 giugno 1980.
- Alla ricerca della paura, di Siro Angeli, 17 giugno 1980.
- Quattro chicchiere con una mummia, di Edgar Allan Poe, 3 agosto 1980.
- I sospiri delle bambole, agosto-ottobre 1980.
- L'angelo, di Henryk Sienkiewicz, 7 settembre 1980.
- La quadratura del circolo, di O. Henry, 9 novembre 1980.
- Croce e Delizia, ottobre-dicembre 1980.
- Teoremi di donna, di Beppe Navello, 17 marzo 1981.
- Tamara de Lempicka, la diva del cubismo, 4 maggio 1981.
- Valerie Solanas, la soluzione finale, 15 giugno 1981.
- Omaggio a Marc Chagall, di Giuliana Scudder e Marta Ancona, 23 giugno 1981.
- Questo grande piccolo mondo: Che Europa, questa Europa!, varietà di Leo Chiosso, Sergio D'Ottavi, dal 1º luglio al 23 settembre 1981.
- Parla che ti passa, di Carlo Monterosso, 13 ottobre 1981.
- All'ombra della città in fiore, di Piero Ferrero e Beppe Navello, dal 17 novembre 1981 al 5 gennaio 1982.
- Capro espiatorio, di Keggy Leromm, 26 marzo 1982.
- Torino 1911: Visita all'Esposizione Internazionale, di Alberto Papuzzi, 22-23 dicembre 1981.
- Gionata Wild il Grande, di Henry Fielding, 18 puntate dal 21 ottobre al 15 novembre 1982.
- Quel giorno nella vita di..., di Piero Ferrero e Beppe Navello, dal 17 gennaio al 17 aprile 1983.
- Il condominio, di Sara Mamone e Siro Ferrone, 19 febbraio 1986.
- Genitori e figli, di Renzo Nissim ed Ezio Levi, 59 puntate dal 29 febbraio al 20 maggio 1988.
- Carteggio Aspern, di Henry James, dal 3 al 14 ottobre 1988.
- Mio figlio Nicola, di Marco Di Tillo, 40 puntate dal 10 marzo al 5 maggio 1989.
- 200 anni della Rivoluzione Francese, di Beppe Navello, dal 12 aprile al 3 maggio 1989.
- Gli affari sono affari, di Octave Mirbeau, 26 agosto 1989.
- Sogno di Oblomov, di Ivan Aleksandrovič Gončarov, 14 ottobre 1989.
- Di gran carriera, di Beppe Navello, 6 puntate dal 14 al 30 maggio 1990.
- In viaggio verso Mozart, dal 27 maggio al 5 luglio 1991.
- Ostaggi, di Angelo Longoni, 15 luglio 1995.
- La tana, di Alberto Bassetti, 29 luglio 1995.
- Il Corsaro Nero, di Emilio Salgari, 36 puntate, Radio 3, agosto 1998